# Шишков, Вячеслав Яковлевич
Вячесла́в Я́ковлевич Шишко́в (21 сентября [3 октября] 1873, Бежецк, Тверская губерния, Российская империя — 6 марта 1945, Москва, СССР) — русский советский писатель, инженер.

## Биография
Родился 21 сентября (3 октября) 1873 года в Бежецке Тверской губернии (ныне Тверская область) в семье мелкого лавочника Якова Дмитриевича Шишкова. Был первым из девяти детей матери Екатерины Ивановны Шишковой (в девичестве Первухиной). «Дед мой со стороны отца, — писал Шишков в автобиографии, — помещик Бежецкого уезда Дмитрий Алексеевич Шишков, а бабушка — его крепостная крестьянка села „Шишковой Дубровы“ Елизавета Даниловна».
С 1880 года начал учиться в частном пансионе, но через год из-за финансовых трудностей поступил в 1-й класс Бежецкого городского 6-классного училища. С отличием закончив в 1888 году училище, в следующем году поступил в Вышневолоцкое техническое строительное училище, имевшее хорошую репутацию. Начальник училища Шереметинский вспоминал о Шишкове: «Прекрасный, редких способностей человек, с хорошим, добрым сердцем, такие редко встречаются в жизни…». По его же представлению учебный отдел Министерства путей сообщения утвердил Вячеслава Шишкова «казённым стипендиантом», назначив ему стипендию 10 рублей в месяц. В 1890 году Шишков окончил третий курс училища, и его отправили на двухлетнюю производственную строительную практику в Новгородскую губернию, где он участвовал в постройке каменной Березайской плотины, затем перешёл на работу в Опеченский посад. Через почти два года переехал в Вологду, в Вычегодский округ путей сообщения. Тогда Вячеслав Шишков встретился с Иоанном Кронштадтским, путешествовавшим на свою родину на пароходе, который якобы «проводил» маршрутные съёмки на реке Пинеге (их начальником был именно Шишков). Он впоследствии вспоминал: «Иван Кронштадский держался очень просто, ханжества в нём я в течение этих двух недель плавания не замечал». Вскоре после этого он получил звание техника и, увлёкшись идеей изведать далёкие сибирские земли, начал подумывать о переводе на работу за Урал.
В конце 1894 года Вячеслав Шишков уехал в Сибирь и поступил в Томский округ путей сообщения на должность канцелярского служителя. «Тогда я, — вспоминал Шишков, — женился на курсистке Анне Ивановне Ашловой, прожил с нею менее двух лет и разошёлся». Вторая жена — Ксения Михайловна Жихарева (1876—1950) — переводчица, мемуаристка. Брак продлился с 1914 по 1924 гг. Оставила о Шишкове воспоминания «Десять лет». Третьей женой с 1927 по 1945 гг. стала его племянница (дочь двоюродной сестры), машинистка — Клавдия Михайловна Шведова. «Сосватала нас пишущая машинка», — признавал Шишков.
В 1896 году он был утверждён на должность техника управления округа, на которой два года занимался в составе экспедиции исследованием реки Оби. В конце 1900 года, сдав экзамены, Шишков получил возможность возглавлять экспедиционные партии. В течение пятнадцати лет он проводил ежегодные экспедиции на реках Иртыше, Оби, Бии, Катуни, Енисее, Чулыме, Лене, Нижней Тунгуске и Ангаре, в том числе сопровождая в его исследованиях профессора Б. П. Вейнберга.
Среди них стоит отметить экспедицию на реку Нижнюю Тунгуску 1911 года, имевшую огромное значение для творчества писателя. Тогда в тяжелейших условиях почти безлюдной тайги удалось провести полуинструментальную съёмку и промеры для выявления судоходности реки на протяжении почти полутора тысяч вёрст.
Работал в Томске до 1916 года. Здесь познакомился и подружился с Г. Н. Потаниным.
Особое значение как в инженерном, так и творческом плане имели работы по исследованию Бии и трассы будущего Чуйского тракта. Некоторое время руководил постройкой казённого монопольного (спиртового) склада в Томске (1902).

## Творчество

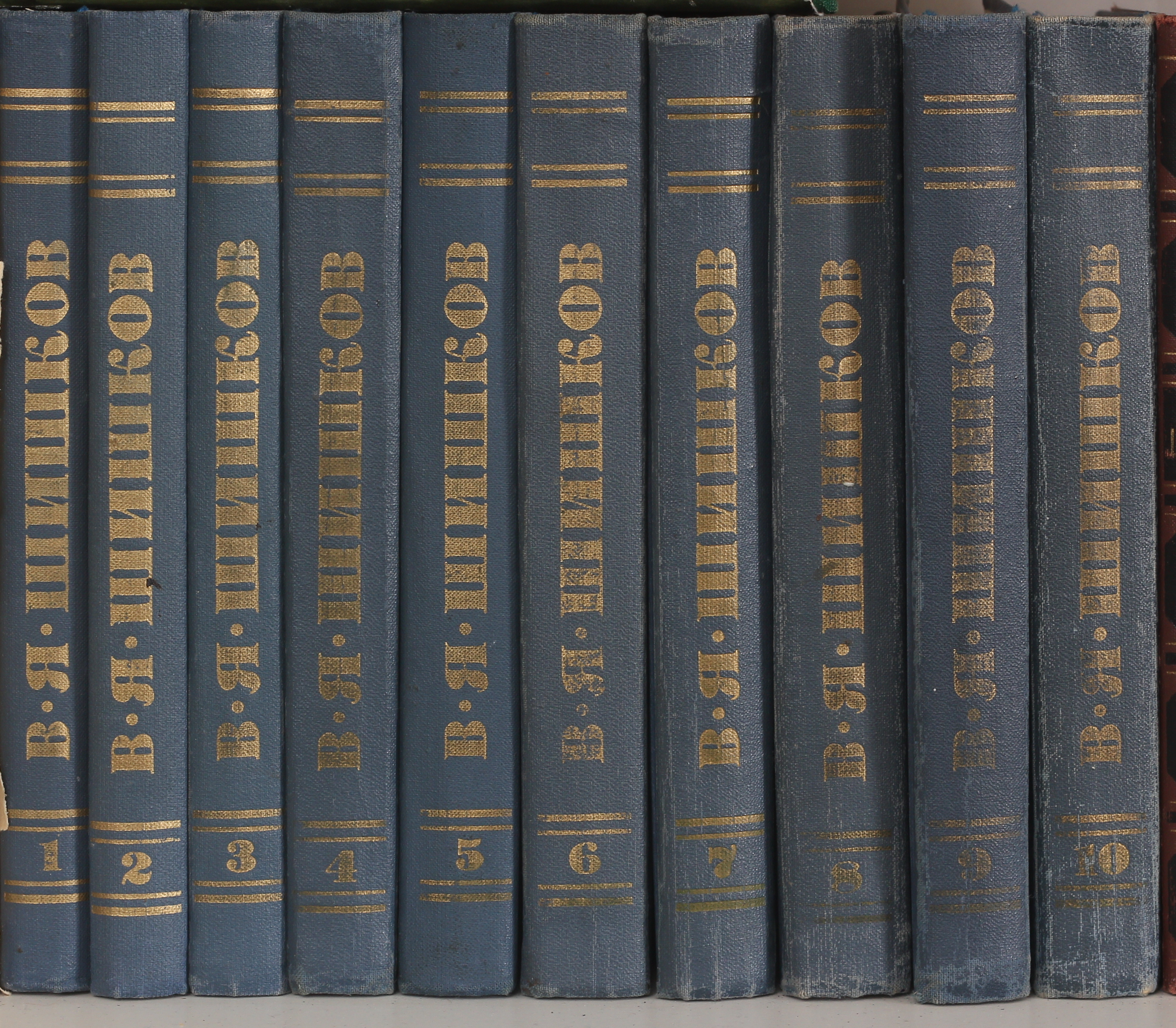
Собрание сочинений В. Я. Шишкова в 10 томах. Издательство «Правда», 1974 год.

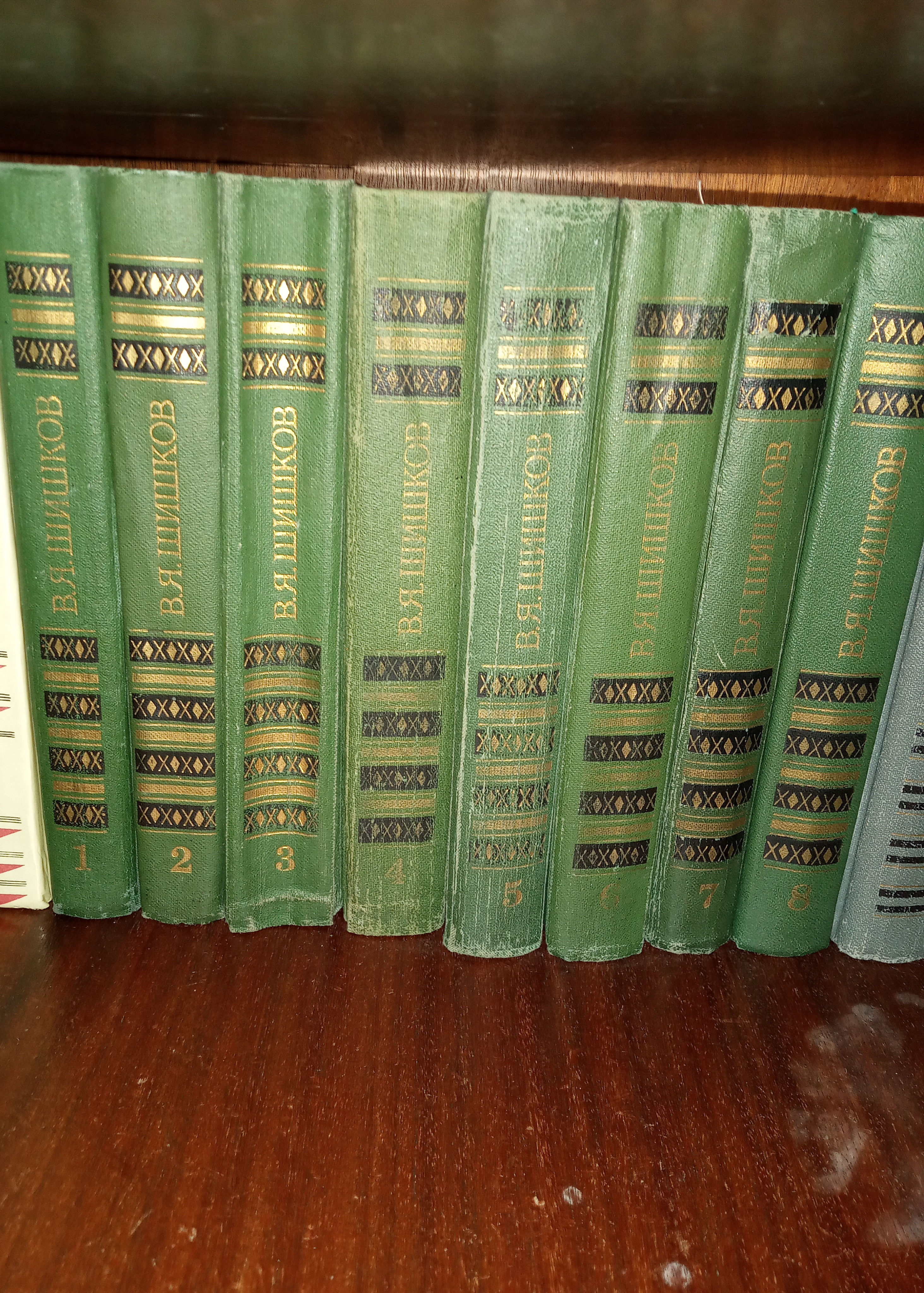
В. Я. Шишков. Собрание сочинений в 8 томах. Москва, издательство Правда, 1983 (серия «Библиотека „Огонек“. Отечественная классика»)

Самый первый опыт писателя Вячеслав Шишков получил в возрасте 11—12 лет, написав повесть «Волчье логово» о разбойничьей жизни. Его литературные возможности были замечены учителями ещё в пятом классе городского училища.
Первая публикация — символическая сказка «Кедр» (1908) в газете «Сибирская жизнь» (Томск), в периоде 1908—1911 годов печатались путевые очерки и рассказы Шишкова.
С 1911 года Шишков является регулярным участником потанинских «четвергов», где бывала творческая и научная интеллигенция Томска.
Активную литературную деятельность Шишков начал в 1913 году (рассказы «Помолились», «Суд скорый», «Краля»). В 1915 году переехал в Петроград, где сблизился с М. Горьким. В 1916 году при содействии Горького выходит первый сборник рассказов «Сибирский сказ».
После переезда в Петроград, Сибирь и особенно Алтай остаются одной из основных тем его творчества. Вершиной сибирской прозы Шишкова стали романы «Ватага» (1923 год, о Гражданской войне) и «Угрюм-река» (1932 год, о жизни в Сибири на рубеже XIX—XX веков). Итогом нескольких лет работы на Алтае дорожным инженером стал сборник путевых очерков «По Чуйскому тракту» и рассказов «Чуйские были».
С 1927 года Шишков жил в Детском Селе. В 1928—1930 годах писатель работает над повестью «Странники» о беспризорниках. Был участником поездки группы писателей и журналистов на строительство Беломорканала, но отказался что-либо писать для пропагандистского сборника о канале.
Последние семь лет жизни работал над задуманной им трёхтомной исторической эпопеей «Емельян Пугачёв».
В 1941 и до 1 апреля 1942 года Шишков находился в блокадном Ленинграде, писал статьи для фронтовых газет, издал первый том романа «Емельян Пугачёв», оставшегося незаконченным.
Как художник Шишков воспринимается в русле демократического направления русского реализма. Его достижения в бытописании соседствуют с широким использованием аллегории, символики. Особое восхищение читателей вызывает этнографическая языковая чуткость писателя.
Шишков хороший рассказчик-реалист, многообразно отразивший в своей прозе глубокое знание различных областей Сибири и интерес к народному языку.
Вячеслав Яковлевич Шишков умер в ночь с 5 на 6 марта 1945 года. Похоронен в Москве на Новодевичьем кладбище (участок № 2).

Могила Шишкова на Новодевичьем кладбище Москвы

## Воспоминания
Из Дневника Шапориной.
1945, 14 марта. Как хорошо Федин написал о Шишкове: «Это был человек любви, сердца, человек нежной души. Вряд ли у другого нашего современника писателя найдется столько преданных друзей, сколько оставил сейчас на земле Вячеслав Яковлевич. Поистине он дал нам много счастья. Это был Человек».
Последний раз я встретила В. Я. на улице осенью 41-го года. «Что сделали они со страной! За двадцать пять лет разорили, сделали нищей», — говорил это В. Я. возмущенно, озлобленно. Он был со мной часто очень откровенен.
Запись в дневнике, сделанную К. А. Фединым 6 марта 1945 г., в день смерти Шишкова:
 «А по качествам души — был редкостью. Человек-Добро, человек-Вера, он был национален во всех проявлениях. И потому он пленял собою столь далеких и разных людей — истинного мастера Замятина, стихийный талант Толстого, эстета Радлова» (Федин К. А. Собр. соч. М.: Худ. лит., 1986. Т. 12. С. 101).

## Награды
- орден Ленина (3 октября 1943)
- орден «Знак Почёта» (31 января 1939)
- медаль «За оборону Ленинграда» (1944)
- Сталинская премия первой степени (1946, посмертно) — за роман «Емельян Пугачёв»

## Память

Памятник В. Я. Шишкову в Бежецке

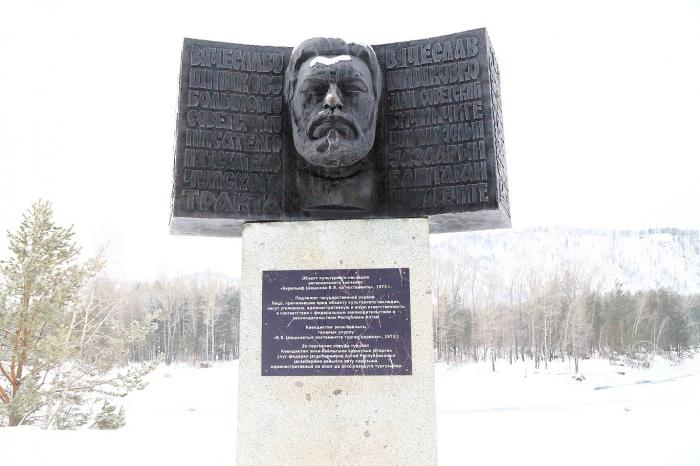
Памятник В. Я. Шишкову на 116 км Чуйского тракта

- 20 августа 1950 года в городском саду города Бежецка был открыт памятник В. Я. Шишкову (архитектор Шлиман Ю. Я., скульптор Рабинович И. А.). 5 ноября 1973 года в Бежецке открылся музей В. Я. Шишкова.
- В 1953 году в Томске установлен бюст Вячеслава Шишкова, его именем названа улица, на доме (ул. Шишкова, 10), по соседству с которым (предположительно[10]) в 1911—1915 годах жил Шишков, установлена памятная доска[11].
- В 1965 году новой улице города Пушкина присвоили название улица Вячеслава Шишкова.
- Несколько теплоходов получили имя «Вячеслав Шишков». Один из них эксплуатируется на Енисее Енисейским речным пароходством.
- Имя В. Я. Шишкова носит Алтайская краевая универсальная научная библиотека (Барнаул)[12].
- В Коминтерновском районе Воронежа есть улица Шишкова. в Волгограде есть улица Шишкова
- Имя В. Я. Шишкова носит Бежецкая центральная районная библиотека Тверской области.
- В городе Бийске именем Шишкова названа улица, по которой проходит Чуйский тракт.
- В городе Иркутске в микрорайоне Юбилейный одна из улиц носит имя В. Я. Шишкова.
- Имя В. Я. Шишкова носит также улица Нижнего Новгорода в Советском районе на границе II и III Нагорных микрорайонов.
- Краеведческий музей в селе Ербогачён носит имя В. Я. Шишкова.
- На Чуйском тракте, недалеко от села Манжерок, установлен памятник В. Я. Шишкову (скульптор П. Л. Миронов).
- Были установлены стипендии имени В. Я. Шишкова в Литинституте имени А. М. Горького и ЛГУ; установлены мемориальные доски на домах, где проживал писатель в Москве и Ленинграде.
- В честь его названа железнодорожная станция в Бежецком районе Тверской области, расположенная на линии Бологое — Сонково — Рыбинск.
- В Твери улица Шишкова переходит в Бежецкое шоссе.

### Всероссийская литературная премия имени В. Я. Шишкова
Учреждена в 2003 году в городе Бежецке Тверской области. Учредители — администрация города Бежецка Тверской области, Союз писателей России. Присуждается ежегодно за наиболее талантливые произведения, написанные в традициях и стилистике Вячеслава Шишкова, за вклад в развитие Бежецкого края. Лауреат получает диплом и денежное вознаграждение.
Вручается в день города (5 августа) в центральной районной библиотеке. Лауреаты премии:
- 2003 год — Черкасов Владимир Георгиевич — «На стрежне Угрюм-реки: Жизнь и приключения писателя Вячеслава Шишкова»;
- 2004 год — Калюжный Григорий Петрович — удостоен премии за большую работу по изданию книг о русской провинции;
- 2005 год — Иванов, Геннадий Викторович — «Знаменитые и известные бежечане»;
- 2006 год — Крупин, Михаил Владимирович — «Великий самозванец»;
- 2007 год — Трутнев, Лев Емельянович — «Звонкий рог»;
- 2008 год — Смолькин, Игорь Александрович — «Ангел безпечальный»;
- 2009 год — Лугинов, Николай Алексеевич — «По велению Чингисхана»;
- 2010 год — Мурзаков, Валерий Николаевич — «Полина. Повести о любви»;
- 2011 год — Зиганшин, Камиль Фарухшинович — «Золото Алдана»;
- 2012 год — Тарковский, Михаил Александрович — «Замороженное время», «Енисей, отпусти!», «Тойота-Креста»;
- 2013 год — Воробьёв, Вячеслав Михайлович — за книгу «Тверской топонимический словарь» и активную творческую работу по истории Бежецкого района;
- 2014 год — Дементьев, Вадим Валериевич — за серию книг о северной-западной Руси: «Слово о полку Белозерском», «Монастыри Русского Севера»;
- 2015 год — Сенин, Сергей Иванович — за книгу «Тихие песни: Бежецкий край в русской поэзии»;
- 2016 год — Климин, Иван Иванович —за серию книг исторического краеведения, в частности, за книгу «Годы испытаний: Бежецкий район Калининской области накануне и в период Великой Отечественной войны (1939—1945)»;
- 2017 год — Брагин, Вячеслав Иванович —за серию краеведческих книг, посвящённых Бежецкой земле;
- 2018 год —Омельчук, Анатолий Константинович —за книгу «Дирижёр дождя»;
- 2019 год —Гужиченко, Марина Анатольевна —за книгу «Земляки — рядовые Победы»;
- 2021 год —Протоиерей Анатолий Симора — за книгу «Любовь дороже всего»;
- 2022 год —Панфилова Марина Викторовна —за огромную просветительскую работу по популяризации творчества В. Я. Шишкова.

## Адреса в Бежецке
- 1873—1888 — улица Воздвиженская (Шишкова), 44/15;
- 1882—1888 — улица Большая, 63.

## Адреса в Петрограде — Ленинграде
- 1920—1929 — «ДИСК» — проспект 25-го Октября, 15 / набережная реки Мойки, 59;
- 1929 — осень 1941 года — Детское Село, Московская улица, 9;
- осень 1941 — апрель 1942 года — «Писательский небоскрёб» (бывший дом Придворного конюшенного ведомства) — набережная канала Грибоедова, 9.

## Адреса в Томске
- Улица Вершинина, д. 12
- Улица Шишкова, д. 10